# Cory Monteith
Cory Allan Michael Monteith (ur. 11 maja 1982 w Calgary, zm. 13 lipca 2013 w Vancouver) – kanadyjski aktor i muzyk, najbardziej znany jako odtwórca Finna Hudsona w serialu „Glee”. Urodzony w Calgary i wychowany w Victorii, Monteith przeszedł trudny okres dojrzewania przez problemy z uzależnieniami od alkoholu i narkotyków (zaczęły się one już gdy skończył 12 lat). Opuścił szkołę będąc szesnastolatkiem. Trzy lata później udał się na odwyk.
Początkowo zdobywał niewielkie role w takich serialach jak „Gwiezdne wrota: Atlantyda”, „Tajemnice Smallville” czy „Nie z tego świata”, zanim dostał największy angaż w karierze – miał wystąpić w Glee. Zaprezentował się wtedy szerokiej publiczności jako rozgrywający licealnej drużyny futbolowej, który z niechęcią dołącza do szkolnego klubu wokalnego. W późniejszych sezonach postać ukończyła szkołę, ale powróciła jako trener śpiewu. Po sukcesie w Glee, prace filmowe Monteitha obejmowały m.in. film „Monte Carlo” i główną rolę w Sisters & Brothers. W wywiadzie dla magazynu Parade w 2011 roku, omówił swoją historię uzależnień jako nastolatek, a w marcu 2013 roku ponownie stawił się na leczenie. 13 lipca 2013 r., zmarł przez toksyczne połączenie heroiny i alkoholu w pokoju hotelowym w Vancouver.

## Wczesne życie
Był młodszym synem Ann McGregor, dekoratorki wnętrz i Joe Monteith, żołnierza służącego w Kanadyjskiej lekkiej piechocie im. księżnej Katarzyny. Jego starszy brat ma na imię Shaun. Rodzice Cory’ego rozwiedli się w 1989 roku. Od tego czasu młodszy Monteith rzadko widywał swojego ojca, zajętego służbą w wojsku. Od 13. roku życia zaczął brać narkotyki.
Wychowywany był razem z bratem od czasu rozstania rodziców w mieście Victoria, stolicy Kolumbii Brytyjskiej. Uczęszczał do 16 szkół, co zostało powiedziane w programie „Za drzwiami Actors Studio”. Był nawet objęty programem dla kłopotliwych nastolatków, ale zrezygnował z niego i szkoły w wieku 16 lat. Dopiero trzy lata później, po interwencji matki i jej przyjaciół, poddał się specjalistycznemu leczeniu.
Zanim wkroczył do show biznesu, pracował jako osoba witająca klientów w sklepie Walmart, kierowca taksówki oraz autobusu szkolnego i dekarz.

## Kariera
Monteith rozpoczął karierę aktorską w Vancouver. Grał niewielkie role w „Oszukać przeznaczenie 3”, „Zabójczy szept” i „Wesołych Świąt”. Miał stałą rolę w serialu Kyle XY jako Charlie Tanner. Gościnnie występował m.in. w „Tajemnicach Smallville”, „Nie z tego świata”, „Flash Gordon”, „Gwiezdne wrota: Atlantyda” i „Stargate SG-1”. W 2005 roku pojawił się w filmie „Killer Bash”, opowiadającym o udręczonej duszy kujona, który zemścił się na dzieciach swojego mordercy, przejmując ciało jednej z bliźniaczek. Rok później zaliczył krótki występ w „Urban Legend: a Bloody Mary”. W 2007 roku zagrał w serialu MTV „Kaya” jako Gunnar.
W kwietniu 2010 r., Monteitha wybrano do roli Owena w komedii romantycznej „Monte Carlo”. Pięć miesięcy później ogłoszono, że aktor miał wystąpić we współprodukowanej przez siebie komedii dla Fox 2000. W styczniu 2011 roku nakręcił film Sisters & Brothers, który miał swoją premierę na Toronto International Film Festival w dniu 11 września 2011. W filmie kanadyjskiej reżyser Gii Milani, All the Wrong Reasons, Monteith portretuje „kierownika dużego sklepu, którego żona walczy z zespołem stresu pourazowego.” Milani powiedziała, że Cory był podekscytowany graniem „ciężkiej roli” osoby w swoim wieku. Brał udział w zdjęciach do filmu w dni powszednie, latając jednocześnie do Los Angeles w weekendy, by promować „Glee”.

### Glee
W 2009 r. Monteith został obsadzony w serialu Glee, nadawanym przez telewizję Fox, jako Finn Hudson. W trakcie castingów agentka aktora, Elena Kirschner, wysłała producentom film prezentujący Cory’ego grającego na prowizorycznej perkusji wykonanej z tępych ołówków i plastikowych pojemników Tupperware. Twórca serialu – Ryan Murphy zainteresował się chłopakiem, ale podkreślił, że powinien on zaśpiewać, gdyż aktorzy bez żadnego doświadczenia pretendujący do ról musieli pokazać, że potrafią zarówno śpiewać i tańczyć, jak i odgrywać postacie. Monteith dosłał drugą taśmę, na której wykonał „głupawą wersję” Can’t Fight This Feeling REO Speedwagon w „stylu teledysków z lat 80.”. Następnie wziął udział w castingu w Los Angeles. Zaśpiewał na nim „Honesty” Billy’ego Joela. Jego umiejętności wokalne zostały uznane za słabe, jednak później dał świetny występ przed jednym z kierowników castingu do Glee, który powiedział, że jego przesłuchanie zawarło w sobie najbardziej nieuchwytną cechę Finna: jego „naiwną, ale nie głupią, słodycz”. W wywiadzie z Ellen DeGeneres, Monteith wspominał, że pół godziny po przesłuchaniach poinformowano go o tym, że wygrał casting. Aktor powiedział także: Byłem jak wiele dzieciaków, szukających sobie zainteresowania. Czegoś, w czym można by pokładać pasję. Wszystko czego potrzeba to zgoda. Nie tylko na Glee, ale na wszystko w życiu.
Finn jest rozgrywającym szkolnej drużyny piłkarskiej i zarazem jej gwiazdą. Ryzykuje alienację od przyjaciół poprzez przyłączenie się do chóru. Choć jest niezwykle popularny i stoi na samym szczycie szkolnej hierarchii społecznej, kiedy zostaje zmuszony do wstąpienia do chóru, niezwykle przypada mu to do gustu. Historia Finna pokazuje go walczącego z decyzją „być albo nie być” w klubie, postrzeganym jako „totalne dno”, chcąc jednocześnie zachować reputację „popularnego luzaka”. Postać musi radzić sobie z uczuciami skierowanymi zarówno w stronę czołowej cheerleaderki Quinn Fabray (Dianna Agron), jak i największej gwiazdy chóru Rachel Berry (Lea Michele). Z czasem fabuła coraz bardziej koncentruje się na relacjach Finna z obydwoma dziewczynami. Monteith czuł, że Finn musiał dorosnąć w ciągu serialu. Powiedział: „Finn zaczął jako stereotypowy, przygłupawy luzak, ale wraz z trwaniem Glee, Finn przestał być głupi, naprawdę, pozostał tylko trochę naiwny”.
Wczesne opinie krytyków telewizyjnych na temat postaci były mieszane;. Todd VanDerWerff z The AV Klub powiedział, że on i Michele byli „przyjemni i trochę zdesperowani, by się pokazać” w odcinku pilotowym. Komentując piąty odcinek pierwszego sezonu, Eric Goldman z IGN napisał: „Udało nam się zobaczyć trochę ciemniejszą stronę Finna [...] to było dobre posunięcie, bo aż do teraz Finn był zbyt ułożony, by móc całkowicie ‘wgryźć się’ w niego”. Po ósmym odcinku drugiego sezonu – „Furt”, Tim Stos z Entertainment Weekly zauważył, że „Minęło trochę czasu, odkąd serial skupił się mocniej na Finnie, i myślę, że po prostu brakowało mi Cory’ego Monteitha. Zapomniałem też, jak dobrym, naturalnym aktorem może być”. Monteith jako Finn wygrał Teen Choice Award dla aktora komediowego w serialu TV w 2011 – był nominowany w tej samej kategorii rok wcześniej. Mimo że nie był piosenkarzem zanim wybrano go na odtwórcę Finna, Monteith śpiewał główne partie w dużej liczbie utworów z serialu.
W maju 2010 r., obsada Glee udała się na dwutygodniową trasę koncertową z przystankami w Los Angeles, Phoenix, Chicago i Nowym Jorku. Aktorzy wykonywali hity z serialu oraz odgrywali po kilka skeczy między utworami. Następnego maja, obsada odbyła drugą trasę z nowymi piosenkami i skeczami. Trwała ona cztery tygodnie w USA i Kanadzie, a następnie na 11 dni gościła w Anglii i Irlandii.
Postać odgrywana przez Monteitha pojawiła się we wszystkich odcinkach sezonów 1-3, natomiast w czwartej transzy Finna możemy zobaczyć w piętnastu epizodach. Finalnym utworem nagranym przez Cory’ego na potrzeby show był duet z Markiem Sallingiem – „(You Gotta) Fight for Your Right (To Party!)”. Jego ostatnim występem było przesłuchanie Rachel do musicalu wraz z piosenką „Don’t Stop Believin'”, wykonaną przez oryginalnych członków New Directions (Rachel, Finn, Kurt, Mercedes, Artie, Tina) w odcinku „Sweet Dreams”. Wspomniany utwór został pierwotnie zaśpiewany w tym samym składzie w epizodzie pilotowym.
W dniu 20 lipca 2013 r., Ryan Murphy ogłosił, że trzeci odcinek sezonu piątego będzie dotyczyć śmierci postaci Cory’ego i jednocześnie zawrze on hołd dla aktora.

## Życie prywatne
Monteith rozpoczął pracę u boku amerykańskiej aktorki Lei Michele w 2009 roku, kiedy obsadzono ich jako zakochanych w Glee. Na początku 2012 roku potwierdził, że spotyka się z aktorką również poza planem. Aktorzy pozostali parą aż do śmierci Monteitha 18 miesięcy później. Wcześniej plotkowano, że Monteith spotykał się z piosenkarką country Taylor Swift, jednak sam zainteresowany rozwiał wątpliwości podczas programu Ellen DeGeneres w 2010 r., mówiąc, że „on i Taylor są jedynie przyjaciółmi”.
W dniu 31 marca 2013 r., publicysta Monteitha ogłosił, że ten stawił się w placówce odwykowej. Cory poprzednio leczył się z uzależnień ponad dekadę wcześniej. Zgodnie z wypowiedzią współtwórcy Glee, Ryana Murphy, zgłoszenie się gwiazdy na odwyk wynikało z nagłej interwencji w budynku Paramount, podczas której Murphy i członkowie obsady Glee i załogi wezwali Monteitha do udania się na terapię. Ten wyraził zgodę. Jego postać została usunięta z dwóch ostatnich odcinków czwartego sezonu Glee, po zapewnieniu aktora, że będzie mógł wrócić do pracy po leczeniu. Dziewczyna, Lea Michele, wspierała go przez cały czas. W dniu 26 kwietnia 2013 r., ogłoszono, że Monteith zakończył terapię.
W chwili śmierci Monteith mieszkał w Los Angeles, gdzie Glee jest filmowane.

## Śmierć
W dniu 13 lipca 2013 r., w wieku 31 lat, Monteitha znaleziono martwego w hotelu Fairmont Pacific Rim w Vancouver. Miał on wymeldować się stamtąd o godzinie 12.00 po siedmiodniowym pobycie. Kiedy tego nie zrobił, personel hotelowy wszedł do pokoju i odkrył jego ciało wczesnym popołudniem. Vancouver Police Department stwierdził, że przyczyna śmierci nie była od razu widoczna, ale wykluczono samobójstwo i morderstwo. Sekcja zwłok została zakończona 15 lipca. Koroner prowincji Kolumbia Brytyjska poinformował, że sekcja zwłok wykazała śmierć z powodu zatrucia mieszanką heroiny i alkoholu oraz że wydaje się ona być przypadkowa.
Ciało Monteitha zostało poddane kremacji w Vancouver w dniu 17 lipca, po prywatnym obejrzeniu przez jego najbliższą rodzinę i dziewczynę, Leę Michele. 25 lipca, Michele i Ryan Murphy zorganizowali uroczystość upamiętniającą Monteitha, w której to uczestniczyła obsada, załoga i twórcy serialu „Glee”, a także koledzy z telewizji FOX. Po konsultacji z Michele, która gra partnerkę Monteitha również w serialu, twórcy przełożyli produkcję „Glee” na sierpień. W związku z tym, sezon piąty miał premierę tydzień później niż to planowano. Trzeci odcinek był hołdem dla Monteitha. Po nim nastąpiła przerwa, podczas której scenarzyści zadecydowali, jak dalej potoczą się losy bohaterów.

## Filmografia
| Rok          | Film                                          | Postać              | Serial                                        | Postać         |
| ------------ | --------------------------------------------- | ------------------- | --------------------------------------------- | -------------- |
| 2004         |                                               |                     | Gwiezdne wrota: Atlantyda (Stargate Atlantis) | Genii Private  |
| 2005         | Killer Bash                                   | Douglas Waylan Hart | Młodzi muszkieterowie (Young Blades)          | Marcel Le Rue  |
| 2005         |                                               |                     | Nie z tego świata (Supernatural)              | Gary           |
| 2005         | Tajemnice Smallville (Smallville)             | Kowboj Frat         |                                               |                |
| 2005         | Instynkt mordercy (Killer Instinct)           | windsurfer Bob      |                                               |                |
| 2006         | Bloody Mary                                   | Paul Zuckerman      | Whistler                                      | Lip Ring       |
| 2006         | Zabójcze wody (Kraken: Tentacles of the Deep) | Michael             | Gwiezdne wrota (Stargate SG-1)                | młody Mitchell |
| 2006         | Wesołych Świąt (Deck the Halls)               | randka Madison      | Kyle XY                                       | Charlie Tanner |
| 2006         | Oszukać przeznaczenie 3 (Final Destination 3) | Kahill              |                                               |                |
| 2006         | Droga donikąd (Gone)                          | Davis Calder        |                                               |                |
| 2007         | Hybryda (Hybrid)                              | Aaron Scates        | Flash Gordon                                  | Ian Finley     |
| 2007         | Głosy 2 (White Noise: The Light)              | Scooter             | Kaya                                          | Gunnar         |
| 2007         | Niewidzialny (The Invisible)                  | Jimmy               |                                               |                |
| 2007         | Zabójczy szept (Whisper)                      | Punk                |                                               |                |
| 2007         | Wannabe Macks                                 | Stu                 |                                               |                |
| 2008         | The Boy Next Door                             | Jason               | Oblicza strachu (Fear Itself)                 | James          |
| 2009         |                                               |                     | Mistresses                                    | Jason (pilot)  |
| 2009         | The Assistants                                | Shane Baker         |                                               |                |
| 2009 do 2013 | Glee                                          | Finn Hudson         |                                               |                |
| 2010         | Simpsonowie (The Simpsons)                    | Flynn               |                                               |                |
| 2011         | Breaking the Girl                             |                     | The Cleveland Show                            | Finn Hudson    |
| 2011         | Monte Carlo                                   | Owen                |                                               |                |
| 2011         | Sisters and Brothers                          | Justin              |                                               |                |
| 2011         | Glee: The 3D Concert Movie                    | Finn Hudson         |                                               |                |
| 2012         |                                               |                     | The Glee Project                              | on sam         |
| 2013         | All the Wrong Reasons                         | James Ascher        |                                               |                |
| 2013         | McCanick                                      | Simon Weeks         | 2013 Kids’ Choice Awards                      | on sam         |
| 2013         |                                               | MasterChef          |                                               | on sam         |

## Nagrody i nominacje[15]
| Rok  | Nagroda                                                  | Kategoria                                                                                     | Tytuł       | Wynik     |
| ---- | -------------------------------------------------------- | --------------------------------------------------------------------------------------------- | ----------- | --------- |
| 2009 | 16. ceremonia wręczenia nagród Gildii Aktorów Ekranowych | Wybitny występ zespołu aktorskiego w serialu komediowym                                       | Glee        | Wygrana   |
| 2009 | Teen Choice Awards 2009                                  | Telewizyjny przełomowy męski występ aktorski                                                  | Glee        | Nominacja |
| 2010 | Hollywood Style Awards 2010                              | Male Future Style Icon Award                                                                  |             | Wygrana   |
| 2010 | 17. ceremonia wręczenia nagród Gildii Aktorów Ekranowych | Wybitny występ zespołu aktorskiego w serialu komediowym                                       | Glee        | Nominacja |
| 2010 | Teen Choice Awards 2010                                  | Ulubiony aktor w serialu komediowym                                                           | Glee        | Nominacja |
| 2011 | 18. ceremonia wręczenia nagród Gildii Aktorów Ekranowych | Wybitny występ zespołu aktorskiego w serialu komediowym                                       | Glee        | Nominacja |
| 2011 | 53. ceremonia wręczenia nagród Grammy                    | Najlepsza ścieżka dźwiękowa do wizualnego medium oraz Najlepszy występ popowy w duecie/grupie | Glee        | Nominacja |
| 2011 | Teen Choice Awards 2011                                  | Ulubiony aktor w serialu komediowym                                                           | Glee        | Wygrana   |
| 2011 | Teen Choice Awards 2011                                  | Aktor lata                                                                                    | Monte Carlo | Nominacja |
| 2012 | Do Something Awards 2012                                 | TV Star: Male                                                                                 | Glee        | Wygrana   |
| 2012 | People’s Choice Awards 2012                              | Ulubiony telewizyjny aktor komediowy                                                          | Glee        | Nominacja |
| 2012 | 19. ceremonia wręczenia nagród Gildii Aktorów Ekranowych | Wybitny występ zespołu aktorskiego w serialu komediowym                                       | Glee        | Nominacja |
| 2012 | 54. ceremonia wręczenia nagród Grammy                    | Najlepsza ścieżka dźwiękowa do wizualnego medium                                              | Glee        | Nominacja |